# روی هوا راه می‌روم (ترانه)
«روی هوا راه می‌روم» تک‌آهنگی از هنرمند اهل اتریش ناتان ترنت است که در سال ۲۰۱۷ میلادی منتشر شد. این ترانه نماینده اتریش در یوروویژن ۲۰۱۷ است.